# Mithridates V của Pontos

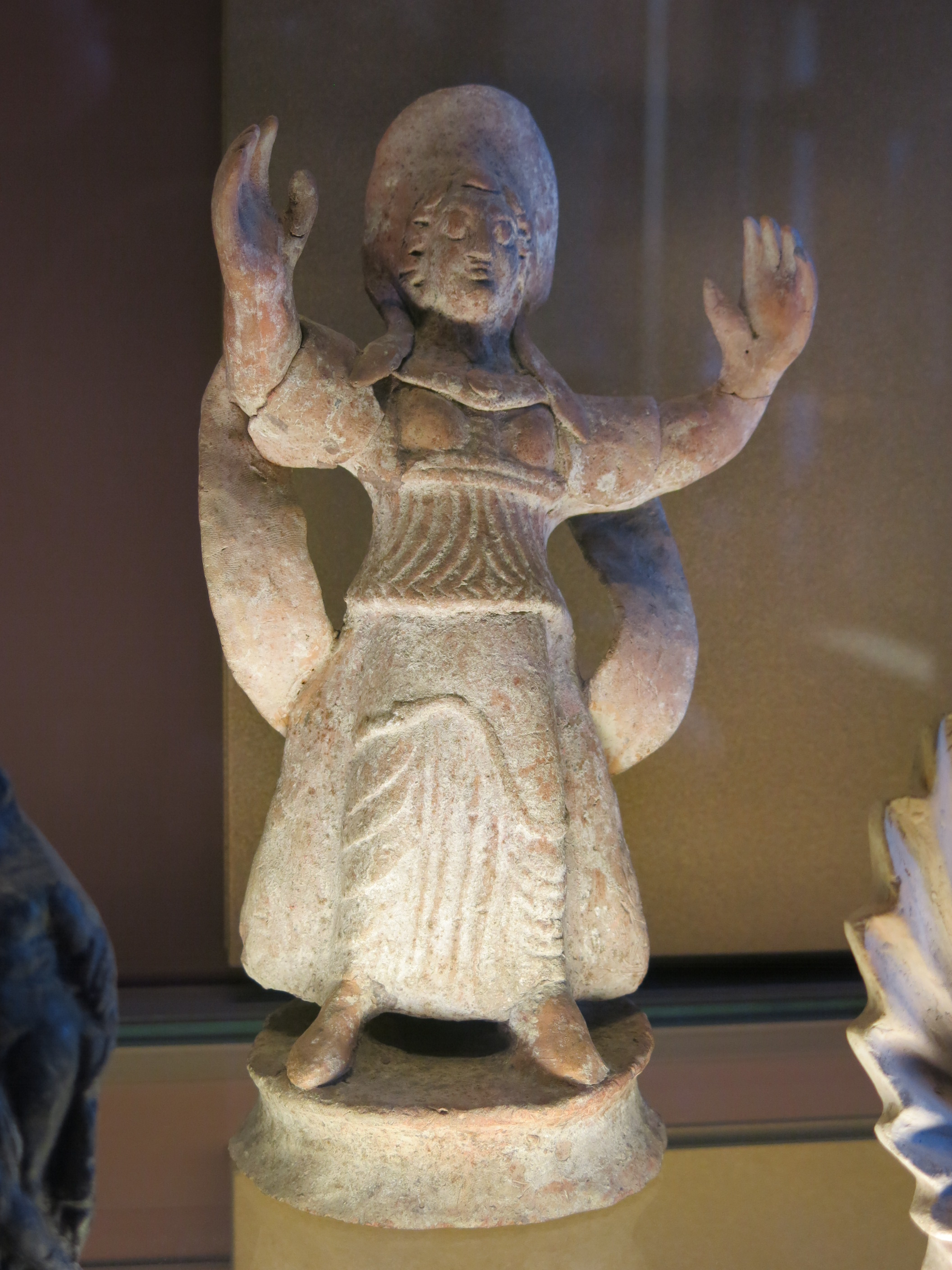
Tượng terracotta của Mithridates V tại Viện bảo tàng Louvre, Paris

Mithridates V Euergetes (tiếng Hy Lạp: Μιθριδάτης ὁ εὐεργέτης, có nghĩa là "Mithridates người bảo trợ", trị vì khoảng năm 150-120 TCN.), Vị vua thứ bảy của vương quốc Pontos, có lẽ là con trai của Pharnaces I, và cháu của Mithridates IV. Giai đoạn kế vị của ông là không chắc chắn. Ông tiếp tục các chính sách liên minh với người La Mã bắt đầu bởi người tiền nhiệm của ông. Ông đã hỗ trợ họ một số tàu thuyền và một lực lượng nhỏ phụ trợ trong Chiến tranh Punic lần thứ ba (149-146 TCN) và một thời gian sau đó là sự trợ giúp hữu ích trong cuộc chiến chống lại Aristonicus (131-129 TCN). Nhờ những hành động này của mình, ông được chấp chính quan Manius Aquillius ban thưởng cho vùng đất Phrygia. Tuy nhiên hành động này của vị chấp chính quan đã không được viện nguyên lão chấp nhận vì việc nhận hối lộ của ông ta. Nhưng vùng đất này vẫn thuộc về Mithridates cho tới khi ông mất. Ông còn tăng cường sức mạnh cho vương quốc của mình bằng việc gả con gái của mình Laodice cho vua Cappadocia,Ariarathes VI.Thời điểm kết thúc triều đại của ông chỉ có thể xác định được nhờ sự kế vị của con trai ông. Việc này được ấn định vào năm 120 TCN là năm kết thúc triều đại của Mithridates.
Mithridates V bị ám sát trong khoảng năm 120 trước Công nguyên ở Sinope, ông bị đầu độc bởi những người lạ mặt tại một bữa tiệc xa hoa mà ông đã tổ chức . Mithridates V còn là một ân nhân lớn đối với nền văn hóa Hy Lạp dựa trên những tiền đúc và chữ khắc kính cẩn nói về đóng góp của ông ở Athens và Delos. Mithridates V được chôn trong ngôi mộ hoàng gia của tổ tiên mình tại Amasya.
Mithridates V kết hôn với công chúa Hy Lạp của đế chế Seleukos là Laodice VI, con gái của Antiochus IV Epiphanes và Laodice IV. Mithridates V và VI Laodice có họ hàng với nhau vì ông có nguồn gốc từ triều đại Seleukos.
Laodice sinh cho Mithridates V bảy người con là: Laodice của Cappadocia, Mithridates VI của Pontus, Mithridates Chrestus, Laodice, Nysa (đôi khi được viết là Nyssa), Roxana và Statira. Nysa, Roxana và Statira đã bị xử tử sau khi Vương quốc Pontus sụp đổ trong năm 63 TCN.